# Comuna Lîman, Starobilsk
Lîman (în ucraineană Лиман) este o comună în raionul Starobilsk, regiunea Luhansk, Ucraina, formată din satele Balakîrivka, Butkivka, Lîman (reședința), Proiijdje și Prokazîne.

## Demografie
Componența lingvistică a comunei Lîman
     Ucraineană (92,95%)
     Rusă (6,77%)
     Alte limbi (0,11%)
Conform recensământului din 2001, majoritatea populației comunei Lîman era vorbitoare de ucraineană (92,95%), existând în minoritate și vorbitori de rusă (6,77%).